# Waldsieversdorf
Waldsieversdorf är en kommun och ort i östra Tyskland, belägen i Landkreis Märkisch-Oderland i förbundslandet Brandenburg, mellan städerna Buckow och Müncheberg. Kommunen administreras som del av kommunalförbundet Amt Märkische Schweiz, vars säte ligger i Buckow (Märkische Schweiz).
Waldsieversdorf utvecklades från sent 1800-tal och framåt till ett organiskt villasamhälle av industrialisten Ferdinand Kindermann.

## Befolkning
| 1875 | 59    |
| 1890 | 65    |
| 1910 | 378   |
| 1925 | 678   |
| 1933 | 583   |
| 1939 | 776   |
| 1946 | 830   |
| 1950 | 1 079 |
| 1964 | 1 144 |
| 1971 | 1 060 |

| 1981 | 1 095 |
| 1985 | 1 067 |
| 1989 | 1 094 |
| 1990 | 1 042 |
| 1991 | 1 041 |
| 1992 | 1 117 |
| 1993 | 1 050 |
| 1994 | 1 000 |
| 1995 | 1 075 |
| 1996 | 1 253 |

| 1997 | 1 129 |
| 1998 | 1 137 |
| 1999 | 934   |
| 2000 | 944   |
| 2001 | 913   |
| 2002 | 931   |
| 2003 | 1 163 |
| 2004 | 1 133 |
| 2005 | 1 254 |
| 2006 | 1 179 |

| 2007 | 929 |
| 2008 | 920 |
| 2009 | 898 |
| 2010 | 921 |
| 2011 | 840 |
| 2012 | 843 |
| 2013 | 814 |

## Kultur och sevärdheter
Konstnären och dadaisten John Heartfield (1891–1968) hade ett sommarhus i orten 1957–1968. Huset är idag museum. I Waldsieversdorf fanns även ett känt sanatorium där bland andra författaren Hans Fallada vistades en period 1933.